# Weihnachten in Wien
Weihnachten in Wien (Originaltitel: Best Christmas Ball Ever) ist ein US-amerikanisch-österreichisches romantisches Drama von Nick Lyon aus dem Jahr 2019. Die Hauptrollen sind mit Elisabeth Harnois als Amy und Christian Oliver als Lukas besetzt.

## Handlung
An einem Abend in der Adventszeit wird Amy das Herz gebrochen, als ihr Freund sie zum Abendessen einlädt und er ihr entgegen Amys Erwartungen keinen Heiratsantrag macht, sondern ihr stattdessen seine neue Freundin vorstellt, von deren Existenz Amy bislang nichts wusste. Sie beschließt noch am gleichen Abend auf Wunsch ihres Bruders Daniel und um Ablenkung zu finden, ihn in Wien zu besuchen, da er ihr von der dort außergewöhnlich schönen Weihnachtszeit vorschwärmt. 
In Wien angekommen erfährt sie von dem anstehenden Weihnachtsball, welchen sie unbedingt besuchen möchte. Da kommt es ihr gelegen, dass der österreichische Prinz Lukas gerade eine neue Tanzpartnerin für diesen Ball sucht. Doch noch während der ersten Probe kommt es zu einem kleinen Streit zwischen Amy und Lukas, woraufhin diese den Tanzsaal verlässt. Kurz darauf redet Amy mit Daniel über ihren Streit mit Lukas und stellt fest, dass sie im Unrecht war, woraufhin sie sich sofort zu Lukas’ Anwesen begibt, um sich bei ihm zu entschuldigen. Er nimmt ihre Entschuldigung an und die beiden verbringen den Abend gemeinsam auf dem Weihnachtsmarkt und anschließend in einem Wiener Café, wobei Amy nach einer erneuten Streiterei ihr Portemonnaie vergisst.
Als sie am nächsten Tag über den Weihnachtsmarkt schlendert, trifft sie Hal, der ebenfalls aus Chicago stammt. Er scheint Interesse an Amy zu haben, sie weist ihn jedoch zurück und trifft sich kurz darauf mit Lukas im Café, welcher ihr per SMS mitgeteilt hat, dass er ihre Geldbörse gefunden hat. Als sie nach dem Treffen mit Lukas in Daniels Wohnung ankommt, erzählt dieser ihr, dass Onkel Markus noch diesen Abend zum Essen kommen möchte, woraufhin Amy sich direkt um das Abendessen kümmert. Nach dem Essen sehen sie sich zusammen eines von Onkel Markus’ Fotoalben an: Eines der Fotos zeigt ihn mit seiner Frau in ihrer Festkleidung für den Weihnachtsball. Amy ist ganz begeistert von dem Kleid, das Markus’ Frau trägt.
Am nächsten Tag fahren Lukas und Amy mit den Tanzproben für den Ball fort, da sie unbedingt zu den vier besten Paaren ihrer Tanzgruppe gehören wollen, denen sich die Möglichkeit bietet, in der Mitternachtsshow zu tanzen und zu König und Königin des Balls ernannt zu werden. Die beiden bleiben noch etwas länger im Tanzsaal, um noch weiter zu üben. Als Dankeschön für das harte Training lädt Lukas Amy zu einem Abendessen der besonderen Art ein: Er hat eine Gondel des Riesenrads im Prater für sie herrichten lassen, in der sie die nächtliche Aussicht über Wien bestaunen können. Anschließend dekorieren sie zusammen mit Domenik Lukas’ Anwesen weihnachtlich.
Am nächsten Tag steht der Vorentscheid für die Mitternachtsshow an. Lukas’ Exfreundin Lydia schafft es aufgrund eines Fehlers ihres Tanzpartners nicht in die engere Auswahl. Missgünstig darüber, dass Lukas und Amy sich über ihren 4. Platz freuen, der ihnen einen Tanz in der Mitternachtsshow sichert, kippt sie ein Sektglas vor Amy aus, welche dadurch ausrutscht und sich den Fuß verstaucht. Als Lukas sie im Krankenhaus mit einem Blumenstrauß überraschen möchte, sieht er sie zusammen mit Daniel und schließt aus deren vertrautem Umgang miteinander, dass Daniel ihr Freund sein muss. Daraufhin entscheidet sich Lukas, Lydias Angebot als Ersatztanzpartnerin anzunehmen und gibt ihrer Beziehung eine zweite Chance.
Den Weihnachtsabend verbringt Amy in Gesellschaft ihres Bruders und ihres Onkels. Letzterer schenkt ihr Karten für den Weihnachtsball sowie das Lieblingsballkleid seiner Frau. In festlicher Robe auf dem Ball angekommen trifft Amy auf Lukas und stellt ihn zur Rede, warum er sich seit ihrer Verletzung nicht mehr bei ihr gemeldet habe. Er weist sie zurück, da sie ja „wie alle anderen Frauen“ sei. Während der Mitternachtsshow unterbricht Lukas seinen Tanz mit Lydia, da er die traurige Amy sieht und sich ein Leben ohne sie nicht mehr vorstellen kann. Sie klärt das Missverständnis um ihren Bruder auf und Lukas bittet Amy daraufhin um einen Tanz. Sie tanzen zusammen Wiener Walzer und küssen sich zum Schluss, was mit dem Jubel der umstehenden Menge untermalt wird.

## Produktion

### Drehort
Die Aufnahmen fanden in Wien statt.

### Synchronisation
Die deutschsprachige Synchronisation entstand nach einem Dialogbuch von Max Tarin unter der Dialogregie von Sasha Klicks im Auftrag von Soundwood Media UG.
| Rolle        | Darsteller          | Synchronsprecher       |
| ------------ | ------------------- | ---------------------- |
| Amy          | Elisabeth Harnois   | Ness Gerung            |
| Daniel       | Samuel Hunt         | Levin Jäger            |
| Domenik      | Alexander E. Fennon | Christian Intorp       |
| Hal          | Sherrod Taylor      | Sebastian Borucki      |
| Onkel Markus | Edmund Jäger        | Dirc Simpson           |
| Sophia       | Kathrin Beck        | Sandra Maria Fronterré |
| Tommy        | Thomas Kraml        | Sascha Oliver Bauer    |

## Rezeption
Der Film erhielt überwiegend gemischte Kritiken und erzielte bei IMDb eine durchschnittliche Bewertung von 5,7 der möglichen 10 Punkte.